# Rubus trilobus
Rubus trilobus là loài thực vật có hoa trong họ Hoa hồng. Loài này được Moc. & Sessé ex Ser. miêu tả khoa học đầu tiên năm 1825.